# István Örkény

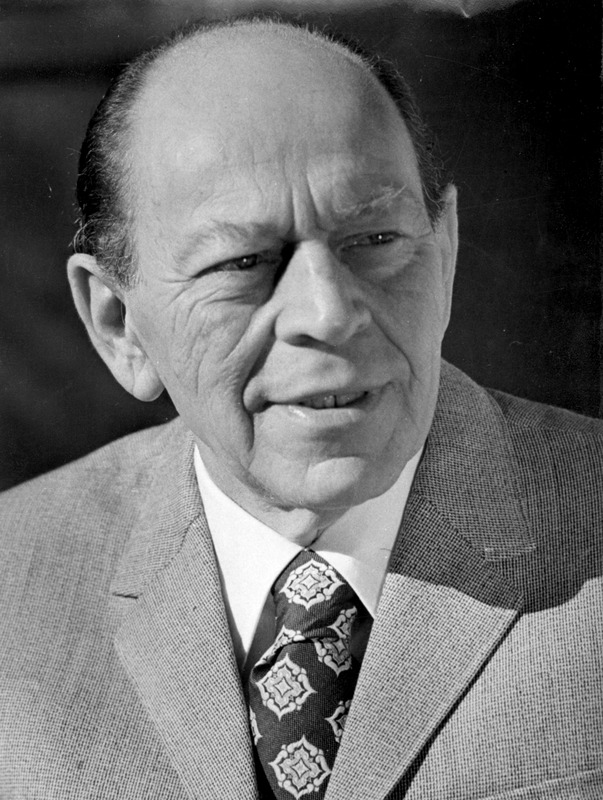
István Örkény (1974)

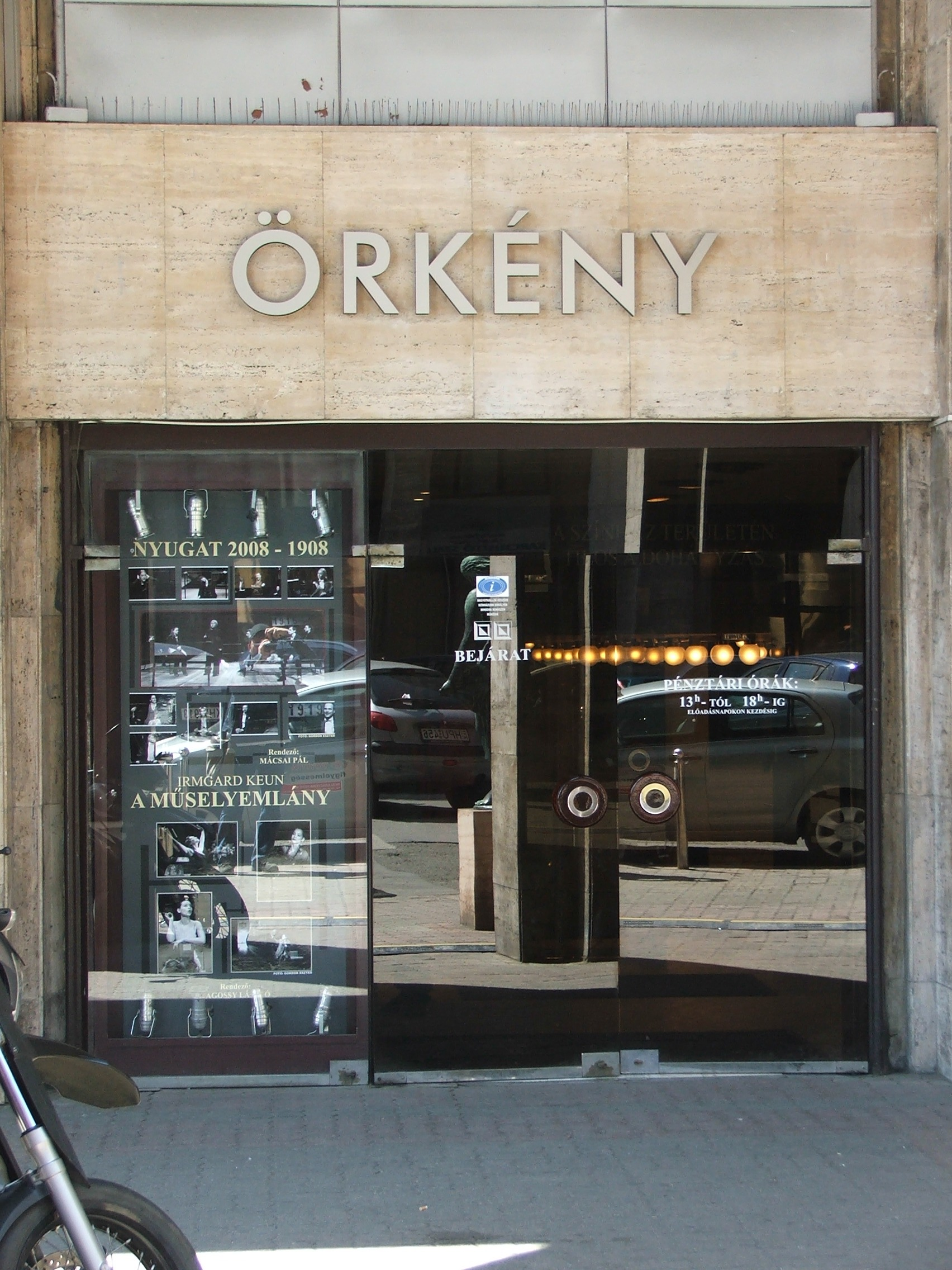
Eingang ins Örkény Theater in Budapest

István Örkény (* 5. April 1912 in Budapest, Ungarn; † 24. Juni 1979 ebenda) war ein ungarischer Schriftsteller und Dramatiker.

## Leben
Örkény wurde im Jahr 1912 als Sohn einer jüdischen Familie, sein Vater war Apotheker, in Budapest geboren. Nach dem Schulabschluss studierte er angewandte Chemie und wechselte anschließend zur Pharmazie. Er schloss dieses Studium im Jahr 1934 ab. Nach einigen Jahren im Ausland (u. a. Paris und London) kehrte er 1940 nach Ungarn zurück, wo er das begonnene Chemieingenieur-Studium ebenfalls abschloss.
Sein erstes Buch "Ozeantanz" erschien 1941. Im Jahr 1942 wurde er als Jude eingezogen und musste während des Krieges in einem Arbeitsbataillon an der russischen Front dienen. Er geriert in russische Kriegsgefangenschaft und wurde in einem Lager bei Moskau interniert, worüber er in seinem Buch „Lagervolk“ erzählt, das von László Kornitzer übersetzt wurde. 1946 kehrte er nach Budapest zurück, wo er seine Schriftstellerkarriere fortsetzte. Von 1949 bis 1953 war er Dramaturg bei einem Budapester Theater. 
Seine Kurzgeschichte Violette Tinte wurde vom sozialistischen Ideologen József Révai angegriffen und kritisiert. Er wurde Mitte der fünfziger Jahre mit einem Schreibverbot belegt. Als schließlich in Ungarn die Revolution ausbrach, kritisierte er das ungarische Radio mit folgender Aussage: „wir haben des Tags gelogen, wir haben des Nachts gelogen, wir haben auf jeder Wellenlänge gelogen“. Zusammen mit anderen Schriftstellern wie Déry, Gyula Illyés, László Benjámin und Zoltán Zelk suchte er dann um Asyl in der polnischen Botschaft an, das Asylgesuch wurde aber abgelehnt. Als die sowjetische Armee schließlich den Aufstand niedergeschlagen hatte, veröffentlichte er mit fünf Kollegen eine selbstkritische Schrift, um ihre Tätigkeiten während des Aufstandes zu vertuschen. Dennoch wurde er 1957 mit einem Schreibverbot belegt. 1960 schließlich wurde dieses aufgehoben und er konnte Anerkennung gewinnen. 
2004 wurde das frühere Kleine Madách-Theater (Madách Kamara) in Budapest nach István Örkény benannt (Örkény Színház).

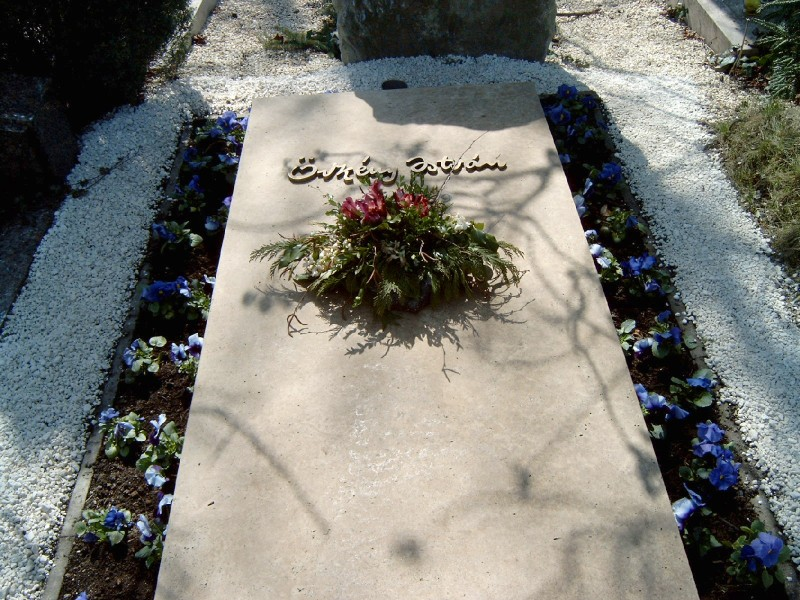
Grabstein von István Örkény. Farkasréti temető Budapest

## Werk
Das bekannteste Werk von Örkény sind seine Minutennovellen (ungarisch Egyperces novellák). Mit diesen begründete er eine neue Gattung in der Literatur. Die Minutennovellen entstanden eigentlich als Lockerungsübungen während seiner Arbeit an den Romanen. Sie zu lesen dauert höchstens eine Minute, weshalb sie für die heutige moderne und schnelllebige Zeit wie geschaffen zu sein scheinen. In seinen Kurzgeschichten schildert Örkény das Alltägliche, das Banale, führt dieses aber regelmäßig ins Absurde. Gleichzeitig wird der Leser herausgefordert, weiterzudenken, da die Minutennovellen oft mit einem offenen Ende versehen sind, das zum Weiterspinnen der Geschichte anregt. Eine erste Tranche dieser über 400 Minutennovellen erschien im Jahr 1967. Weitere wichtige Werke sind der Roman Eheleute (1956), Prinzessin von Jerusalem (1966), Familie Tót (1967), ein absurdes Drama, Blutsverwandte (1975) und die Tragikomödie Katzen-Spiel. Sein Roman Das Lagervolk erschien erstmals in deutscher Übersetzung 2010 (die ungarische Originalausgabe 1947). Der Autor selbst bezeichnet ihn als „Soziographie des Kriegsgefangenenlagers“ (seine sowjetische Kriegsgefangenschaft dauerte von 1943 bis 1946). Laut Klappentext bildet der Roman das „Erfahrungsmaterial“ für seine „Minutennovellen“.

## Werke in deutschsprachigen Ausgaben (Auswahl)
- Rosenausstellung (Rózsakiállítás). Aus dem Ungarischen von Vera Thies. Verlag Volk und Welt, Berlin, 1980 (Reihe Spektrum 144)
- Die lehrreiche Geschichte eines Romans zu vier Händen (Egy Négykezes Regény Tanulságos Története). Aus dem Ungarischen von Vera Thies. Verlag Volk und Welt, Berlin, 1980 (Reihe Spektrum 144)

- Interview mit einem Toten. Roman. Aus dem Ungarischen von Hildegard Grosche, Suhrkamp, 1. Auflage, Frankfurt am Main 1982, ISBN 3-518-37337-4
- Das Lagervolk. Roman. Mit einem Nachwort versehen von Imre Kertész. Aus dem Ungar. übers. u. mit Anmerkungen versehen von Laszlo Kornitzer, Suhrkamp, Berlin 2010, ISBN 978-3-518-42079-9